# Qusayr 'Amra
Qusayr 'Amra sau Quseir Amra, lit. qasr mic de „Amra”, uneori, de asemenea, numit Qasr Amra (قصر عمرة / ALA-LC: Qaṣr ‘Amrah), este cel mai cunoscut dintre castelele deșertului situat în estul de astăzi Iordaniei. A fost construit în urmă cu ceva timp, între 723 și 743, de Walid Ibn Yazid, viitorul  calif omeiad Al-Walid al II-lea, a căror dominație a regiunii era în creștere la acea vreme. Este considerat unul dintre cele mai importante exemple de artă islamică timpurie și arhitectură islamică.
Clădirea este de fapt rămășița unui complex mai mari care includea un castel real, menit ca o retragere regală, fără nicio funcție militară, din care a rămas doar fundația Ceea ce se află astăzi este o mică cabină de țară. Este cel mai notabil pentru frescele care rămân în principal pe tavanele din interior, care descriu, printre altele, un grup de conducători, scene de vânătoare, scene de dans care conțin femei dezbrăcate, meșteșugari muncitori, recent descoperitul „ciclu al lui Iona”, și, deasupra o cameră de baie, prima reprezentare cunoscută a cerului pe o suprafață emisferică, unde imaginea în oglindă a constelațiilor este însoțită de figurile zodiacului. Acest lucru a dus la desemnarea Qusayr 'Amra ca Sit al Patrimoniului Mondial UNESCOului.
Acest statut și amplasarea sa de-a lungul autostrăzii est-vest a Iordaniei, relativ aproape de Amman, au făcut-o o destinație turistică frecventă.

## Locație și acces

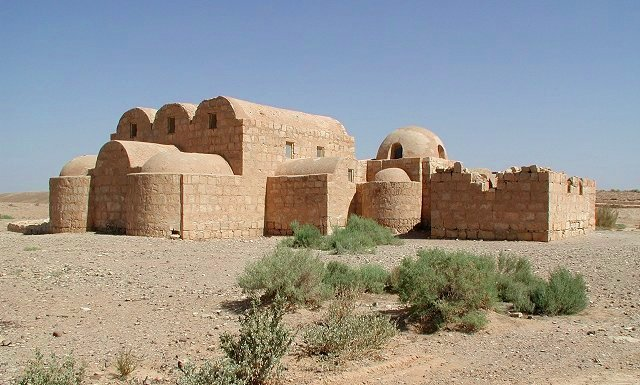
Vedere spre sud (spate), de la autostradă

Qasr Amra se află pe partea de nord a autostrăzii 40 a Iordaniei, aproximativ la 85 kilometri (53 mi) din Amman și la 21 kilometri (13 mi) sud-vest de  Al-Azraq.
În decembrie 2019 este într-o zonă mare împrejmuită cu sârmă ghimpată. O parcare neasfaltată este situată la colțul de sud-est, chiar în afara drumului. Un mic centru pentru vizitatori colectează taxele de vizitare. Castelul este situat în partea de vest a zonei închise, lângă o mică colină.

## Descriere
Urmele zidurilor de piatră folosite pentru a împrejmui situl sugerează că acesta făcea parte dintr-un complex de 25 de hectare; există rămășițe ale unui castel care ar fi putut adăposti temporar o garnizoană de soldați.
Au mai fost găsite, la sud-estul clădirii un puț de apă de 40 metri (130 ft) adâncime, și au fost descoperite și urme ale mecanismului de ridicare acționat de animale și ale unui baraj.